# مقاطعة بيرسي (داكوتا الشمالية)
بيرسي (بالإنجليزية: Pierce)‏ هي إحدى مقاطعات ولاية داكوتا الشمالية في الولايات المتحدة الأمريكية.
تم إنشاء مقاطعة من قبل الهيئة التشريعية الإقليمية 1887 و التي سميت باسم جيلبرت أشفيل بيرس، حاكم إقليم داكوتا 1884-1886 وممثل من داكوتا الشمالية في الولايات المتحدة الأمريكية في مجلس الشيوخ 1889-1891. وقد نظمت حكومة المقاطعة الأولى في 6 أبريل 1889.

## السكان
نقلا عن تعداد عام 2000، كان هناك 4،675 نسمة، 1،964 منزل، و 1،276 أسرة تقيم في الإقليم. الكثافة السكانية هي 5 أشخاص لكل ميل مربع (2/km ²).

### البنية عنصرية في الإقليم
98.50٪ ذوو بشرة بيضاء
0.11٪ سود أو الأميركيين من أصول إفريقية
0.68٪ أمريكيين اصليين
0.26٪ آسيويين
0.04٪ أجناس اخري
0.41٪ متعددي أجناس
0.60٪ من السكان من أصل إسباني أو لاتيني من أي جنس